# Alfons Zeda
Alfons „Alfa“ Zeda (21. září 1906 – 2. září 1972 Praha) byl československý a český ragbista a boxér, jeden z nejvýznamnějších propagátorů patnáctkového ragby v Československu a Polsku.

## Sportovní kariéra
Aktivně začal sportovat při učení v jedné brněnské čalounické dílně. Začínal jako boxér v těžkoatletickém klubu KA Žižka Brno. V roce 1926 byl u premiéry patnáctkového ragby v Československu, když 9. května sehrál jeho klub Žižka Brno v modro–oranžových dresech s SK Moravskou Slavií první oficiální ragbyový zápas na českém území.
V roce 1927 se přestěhoval do Prahy, kde si později otevřel čalounickou dílnu na Riegerově nábřeží. Zároveň boxoval ve střední váze za nuselský boxerský (rohovnický) klub BC Ursus Nusle a patřil k prvním hráčům ragby v nově založeném ragbyovém oddíle při SK Slavia Praha. Za Slávii hrál až do úpadku ragby v Čechách v polovině třicátých let dvacátého století z finančních důvodů.
Ve čtyřicátých letech se vrátil jako trenér nejprve k boxování. Ve Slavii působil jako náčelník (šéftrenér) boxerského oddílu. V roce 1944 došlo pod patronací Kuratoria k obnově ragby v Čechách. V květnu byl za silné mediální podpory sehrán po letech nezájmu oficiální zápas mezi spolky Radostně vpřed a HC Blesk. Tohoto zápasu se účastnil jako hráč HC Blesk. Později v létě s dalšími staršími ragbisty založil spolek "XV. bývalých hráčů" (později Garda), se kterým sehrál několik propagačních zápasů. Na podzim se sportovním spolkem Garda zvítězil bez porážky v soutěži Podzimní pohár (Podzimní hry).

## Trenérská práce
Trenérské práci se věnoval systematicky od roku 1946. Pořádal a vedl semináře k propagaci ragby mezi širší veřejnost. Školil nové instruktory ragby jako v civilním tak armádním sektoru. Na svazu působil jako předseda trenérské rady a krátce jako předseda svazu. Jako trenér vedl s přestávkami reprezentační družstvo a přivedl Slavii Praha (Dynamo) k pěti titulům mistra republiky.
Významnou roli hrál v propagaci ragby v sousedním Polsku, kde v padesátých letech vedl první trenérské a metodické kurzy.
Od druhé poloviny šedesátých let dvacátého století přijal nabídku vést ragby v armádě. Každý den dojížděl z Prahy na tréninky na Pardubicko do Bohdanče a Přelouče. Rukama mu prošla jedna mladá generace ragbistů z celé republiky, která musela absolvovat základní vojenskou službu. Vrcholem jeho práce byl zisk titulu s armádním týmem Dukly Přelouč v sezóně 1969/70. Spolupráci s armádou ukončil na podzim 1971.
V roce 1972 vedl krátce pražský klub TJ ČKD Tatra Smíchov. Na začátku nové sezóny 1972/73 v září náhle zemřel ve věku nedožitých 66 let.